# Богдан Обрадовић
Богдан Обрадовић (Београд, 1966), је српски тениски тренер и предавач на Високој тренерској школи за спорт у Београду.

## Биографија
Рођен је 30. септембра 1966. године у Београду. Студирао је Саобраћајни факултет, али се определио за тенис. Иако није имао запаженијих резултата у играчкој каријери, као тениски тренер постигао је завидне резултате. Од 1986. године се бави тренерским послом. Био је главни тренер Кикиндског тениског клуба (1988—1992) са којим је освојио прво место у Србији, а тренирао је Ненада Зимоњића (1999—2002), Бориса Пашанског, Новака Ђоковића и Јанка Типсаревића. Од 2007. године налази се на месту савезног селектора Дејвис куп репрезентације Србије. Под Обрадовићевим вођством репрезентација Србије се 2008. године квалификовала за Светску групу, коју је играла и наредне године. Победом над репрезентацијом Француске у Београду 2010. године Србија је постала 13. нација у историји која је подигла пехар Дејвис купа. Србија је 2011. године играла полуфинале, 2012. четвртфинале, а 2013. године поражена је у финалу од репрезентације Чешке.
Богдан Обрадовић је ожењен и отац двоје деце.